# 船内労働時間及び定員に関する条約
船内労働時間及び定員に関する条約（せんないろうどうじかんおよびていいんにかんするじょうやく、英語: Convention concerning Hours of Work on Board Ship and Manning）は、国際労働機関の条約。1936年10月24日に採択されたが、発効しなかった。商業航海の船舶における労働時間と定員を定めた条約であり、1946年、1949年、1958年と改正されるもののいずれも発効に至らず、1996年の船員の労働時間及び船舶の定員に関する条約でようやく発効できた。
ベルギー、アメリカ合衆国、ブルガリア（当時はブルガリア人民共和国）が批准したが、1996年の条約によりベルギーとブルガリアが自動的に本条約から脱退している。